# Черевань Антон Самійлович
Черевань Антон Самійлович (4 серпня 1906 року, село Глинське Більської волості Зіньківського повіту Полтавської губернії — 24 березня 1975 року, місто Полтава) — український історик, педагог.

## Біографія
Походив із сім'ї селян. Навчався на робфаці Харківського інституту соціального виховання (1930—1931) й у Харківському юридичному комвузі (1931—1932). В 1932—1934 роках — пропагандист
ЦК ЛКСМУ і голова Всеукраїнського бюро пролетстуду. Із кінця 1934 до осені 1935 року працював педагогом дитячого приймальника Харківського обласного управління НКВС. Протягом 1935—1941 років навчався на історичному факультеті Харківського державного університету й в аспірантурі при кафедрі історії СРСР.
У червні 1941 року добровольцем вступив до лав Червоної Армії. У травні 1942-ого в оточенні радянських військ під Харковом зазнав поранення в голову та тяжкої контузії, потім — німецький полон. Наприкінці березня 1945 року вдалося втекти. Згодом узяв участь у воєнних діях на Далекому Сході.
У травні 1948 року захистив кандидатську дисертацію.Тема: Крестьянское движение против закрепощения на Левобережной Украине (50-е - 70-е г.г. XVIII в.)  Через політичну недовіру виїжджає на Урал, де отримує посаду старшого викладача Пермського державного університету. 1953 року через «неблагонадійність» ученого звільняють з роботи. Із червня 1954 року працював доцентом, а згодом і завідувачем кафедри історії СРСР Карельського педагогічного інституту.
У жовтні 1962 року повертається на Батьківщину. Працював у Полтавському державному педагогічному інституті доцентом, професором кафедри історії СРСР і УРСР.
Став першим доктором історичних наук Полтавщини, захистивши 1968 року докторську дисертацію, над якою працював упродовж кількох років, використовуючи історичні документи, які зберігались у фондах архівів Ленінграда, Москви, Києва, Архангельська, Петрозаводська, Пермі тощо. Створив наукову історико-аграрну школу. Член КПРС.

## Праці
Автор біля 45 праць. Основні з них:
- Черевань А. С. Селянський рух проти закріпачення на Лівобережній Україні (50-70 рр. XVIII ст.), 1948.
- Черевань А. С. Научная работа кафедры истории СССР Молотовского государственного университета им. А. М. Горького в 1947—1949 гг. // Вопросы истории. — 1950. — № 3. — С. 151—152;
- Черевань А. С. Крестьянская война в России под руководством Е.Пугачова и антикрестьянское движение в 50–70-х гг. XVIII на Украине // Молотовский ун-т им. А. М. Горького. Доклады научных конференций. Вып. 5–6. Историко-филологический. — 1951. — С. 17–25;
- Черевань А. С. Развивать интерес к научной работе // Вестник высшей школы. — 1952. — № 7. — С. 52–54;
- Черевань А. С. Совместная борьба украинских и русских крестьян против феодального гнета в 60–70-е гг. XVIII века // Вопросы истории. — 1953. — № 12. — С. 29–41;
- Черевань А. С. Классовая борьба в южной части Левобережной Украины в третьей четверти XVIII в. // Молотовский гос. ун-т им. А. М. Горького. Ученые записки. — Т. 8. — Вып. 2. — Молотов, 1953. — С. 255—260;
- Черевань А. С. Из истории антикрепостнического движения накануне Крестьянской войны под руководством Е. И. Пугачова (Воронежская, Белгородская губ. и Слободская Украина) // Карельский пединститут. Ученые записки. — Т. 3. — Вып. І. — Петрозаводск, 1956. — С. 25–33;
- Черевань А. С. Эволюция земельных отношений государственных крестьян Урала и Европейского севера России во второй половине XVIII — первой трети ХІХ в. // Ученые записки Петрозаводского Гос. Ун-та. — Петрозаводск, 1957. — Т. VII. — Вып. І. — С. 65–100;
- Черевань А. С. Формирование сословия государственных крестьян на Урале и Европейском севере России. — Петрозаводск, 1960; Из истории земледельческого хозяйства государственных крестьян крестьян Карелии, Европейского севера России и Урала во во второй половине XVIII — первой трети ХІХ в. (к вопросу разложения крестьянства) // Вопросы истории. — Вып. І. Сб. Петрозаводского гос. ун-та. — Петрозаводск, 1961. — С. 68–106;
- Черевань А. С. К вопросу о роли государственных крестьян Карелии, Европейского севера России и Урала в развитии промышленности (вторая половина XVIII — первая треть ХІХ в.) // Вопросы истории. — Сб. Петрозаводского гос. ун-та. Вып. 2. — Петрозаводск, 1962;
- Черевань А. С. К вопросу о роли государственных крестьян Карелии, Европейского севера России в развитии судостроения и судоходства (вторая половина ХVШ — первая треть ХІХ в.) // Ученые записки Петрозаводского гос. ун-та. — Т. 11. — Вып. 1. Исторические науки. — Петрозаводск, 1962. — С. 223—254;
- Черевань А. С. До перебування О. Пугачова на Україні і в Білорусії // УІЖ. — 1963. — № 3. — С. 108—110; Соціальний зміст законодавства царської Росії у другій половині XVIII — першій чверті ХІХ ст. // Питання історії народів СРСР. — Вип. 2. — Харків, 1966;
- Черевань А. С. О развитии товарно-денежных отношений на Урале и Европейском севере России во второй половине XVIII — первой трети ХІХ вв.) // Ученые записки Петрозаводского гос. ун-та. — Т. 14. — Вып. 6. Исторические науки. — Петрозаводск, 1967. — С. 31–40.
- Черевань A.C. Очерки истории социально-экономического положения государственных крестьян Урала и Европейского севера до реформы П. Д. Киселева: Автореф. д. ист. наук. — Киев , 1968.

## Нагороди
- Орден Трудового Червоного Прапора
- За перемогу над Німеччиною
- За перемогу над Японією
- Ювілейна медаль перемоги 1965

## Інше
На історичному факультеті Полтавського національного педагогічного університету імені В. Г. Короленка періодично проводяться Череванівські читання